# Lutzomyia cubensis
Lutzomyia cubensis is een muggensoort uit de familie van de glansmuggen (Psychodidae). De wetenschappelijke naam van de soort is voor het eerst geldig gepubliceerd in 1950 door Fairchild and Trapido.